# Glu glú
Glu Glú fue una serie animada chilena que fue realizada por la productora Zoo Films (Coproductores de la película chilena Los Debutantes) y emitida por Canal 13. Fue producida y dirigida por Cristián Freund y Poli Buttazzoni. Su primera y única temporada, consistente de 10 episodios se estrenó el 16 de julio de 2007 en horario matinal y finalizó a la semana siguiente. Originalmente su estreno estuvo proyectado para el 9 de julio.
La serie se realizó combinando animación Flash y 3D. Como proyecto esta serie obtuvo el Premio del Fondo del Consejo Nacional de Televisión del año 2005 en la categoría Niños Menores de 7 años.

## Historia
La serie en general trata sobre las aventuras de un grupo de animales marinos (un cangrejo, un pulpo, una merluza, una ostra y un "poto de mar") los cuales encuentran una botella que contiene una de las ocho pistas de un tesoro enterrado por un pirata llamado Pinza Azul, con lo que deciden unirse para encontrar el resto de las botellas que contienen las pistas que están esparcidas a lo largo del mar en territorio chileno a bordo de su nave submarina llamada "La Glutroneta", sin embargo, tendrán a su vez que hacer frente a un grupo de animales marinos enemigos conformado por una anguila eléctrica cazar-recompensas, un congrio y un pez globo japonés que también van en busca del tesoro movilizándose en la "Maladora", una lavadora que usan como nave submarina.

## Personajes

### Glugamigos
- Cangrejorge: Es un cangrejo el cual es capitán y líder del grupo. Es fanático de las historias de piratas, por lo cual se apasiona con su labor como líder, a pesar de que en ocasiones afronta situaciones en las cuales no puede entregar una solución debido a su falta de conocimiento sobre el mar. Es técnicamente pariente de Pinza Azul.
- Cacarlitos: Es un pulpo conocido por su gran conocimiento sobre el mar, siempre trata de encontrar una solución a los problemas que se le ponen encima. Es la cabeza pensante del grupo y encargado de solucionar los problemas que pudieran ocurrirle a la Glutroneta.
- Merlula: Es una merluza que tiene una mentalidad de superioridad respecto a quienes lo rodean, por esto piensa que quienes lo rodean son más infantiles que ella. A pesar de todo es la más madura del grupo y posee un gran sentido común frente a lo que le rodea.
- Rana da Mar: Esta rana de mar que se integró al grupo de los Glugamigos en el segundo episodio de la serie tiene una mentalidad aprovechadora, haciendo el papel de "pillo", desobedeciendo las órdenes que se le asignan y buscando el camino que él piensa que es el mejor. Debido a esto es una fuente de problemas.
- María Perla: Esta ostra se caracteriza por ser egocéntrica y perdida, dado que no obedece las órdenes que se le asignan. Lleva consigo una perla, otorgada por su madre, y se encarga de cuidarla. Su mejor amiga es Merlula.
- Popotito: Este animal marino se asemeja a un "poto de mar" debido a que expulsa flatulencias por sus ventosas, las cuales se aprovechan para lograr poner en movimiento a la Glutroneta. A pesar de que no habla se comunica a través del sonido que producen sus ventosas. Actúa de acuerdo con quién se encuentra.

### Enemigos
- Electra: Es una anguila eléctrica cuya labor es la de cazarrecompensas. Se caracteriza por su falta de compasión. Su objetivo está en la dominación del mar cuando encuentre el tesoro de Pinza Azul.
- Longrio: Este congrio secuaz de Electra visualmente se le puede ver con una cara de loco y llevando puesto un gorro de lana. Es muy rebelde y en variadas oportunidades se le puede ver quejándose de que se le asignen órdenes.
- Pezumo: Es un pez globo proveniente de Japón que hace de cocinero de su grupo. Habla en tercera persona, reemplaza las "r" con "l" en su habla, y en ocasiones pronuncia frases que nadie de su grupo entiende.
- Erizos Piratas: Son un grupo de erizos los cuales desde su aparición en un principio en la serie eran amigos de Electra, pero luego de dejar de escapar a los Glugamigos en el segundo episodio de la serie, Electra dejó de hacer tratos con ellos. Se caracterizan por su carácter de superioridad frente a los demás y su actitud intimidante, en especial la de su jefe. Les encanta poseer objetos de diverso valor, por lo que son muy interesados. Generalmente todo aquel que se entromete y/o cae en sus planes no sale con vida.

## Producción

### Equipo de producción
La serie pasó por trece meses de producción, exactamente desde noviembre de 2005 hasta diciembre de 2006. Fue producida y dirigida por Cristián Freund y Poli Buttazzoni, siendo Freund quién se encargó de la musicalización general de la serie y Buttazzoni de la dirección de arte y aspecto visual de la serie.
La serie posee animación en 2D para todos los personajes y ambientes de la serie, mientras que la animación en 3D se usa para los vehículos que los personajes usan para movilizarse.
Además del reparto dentro del cual figuran voces como René Pinochet (Aang en Avatar: la leyenda de Aang), Vanesa Silva (Nea y Mercedes en Pulentos) y el propio Cristían Freund, la serie también cuenta con la participación de rostros destacados como invitados, tales como Sergio Lagos y Daniel Alcaíno.
En el apartado de la animación, la serie contó con el trabajo del siguiente equipo:
- Luis Soto Pino (Director de Animación/3D)
- Alfonso Miranda,Luis Peñaloza, Daniela Walker Frías, Fernando Cáceres y Francisco Salinas (Storyboard)
- Fernando Cáceres, Maclure Sharpe y Alvaro Carvallo (Lay Out)
- Luis Soto y Ariel Cid (Posing)
- Pablo Retamal, Carlos Ossandón, Eduardo Jaque y Vicho Friedli (Animación)
- Virginia Herrera, Simón Barrionuevo, José Ruiz-Tagle y Roger Emhart (Asistencia)
- Cecilia Baeriswyl y Francisco Salinas (Animatic)
- Alvaro Asella, Patricio Veloso, Andrés Farías, Andrés Lehuedé y Christian Olivares (Posproducción)
- Beatriz Buttazzoni, Fernanda Morales, Mariel Sanhueza, Marliseth Ramos y Gabriel Donoso (Arte)
- Jaime Cortés (Lanillas y Lipsync)

- La serie fue escrita por los guionistas Coca Gómez y Carlos Bleycher.

### Musicalización
El tema central de la serie animada es interpretado por la cantante Nicole, y se espera el lanzamiento de un disco con la banda sonora de la serie con participación de los artistas Claudio Valenzuela y Denisse Malebrán.
La musicalización general de la serie fue realizada por el productor general Cristián Freund, quien también se ocupó de la musicalización y composición de algunos temas para la serie animada Diego y Glot.

## Episodios
- Primera Temporada (2007)

| #  | # Prod. | Fecha original      | Episodio                           |
| -- | ------- | ------------------- | ---------------------------------- |
| 1  | 101     | 16 de julio de 2007 | Pendiente                          |
| 2  | 102     | 17 de julio de 2007 | El nuevo Glugamigo                 |
| 3  | 103     | 18 de julio de 2007 | Festival de Niña del Mar           |
| 4  | 104     | 19 de julio de 2007 | La boda pingüina                   |
| 5  | 105     | 20 de julio de 2007 | El secreto del Caleuche            |
| 6  | 106     | 23 de julio de 2007 | Una noche Valdiviana               |
| 7  | 107     | 24 de julio de 2007 | El pueblo fantasma de Glumberstone |
| 8  | 108     | 25 de julio de 2007 | Un 18 Submarino                    |
| 9  | 109     | 26 de julio de 2007 | Rescatando a Cacarlitos            |
| 10 | 110     | 27 de julio de 2007 | La carrera por el tesoro           |